# Lettre de la prison de Birmingham

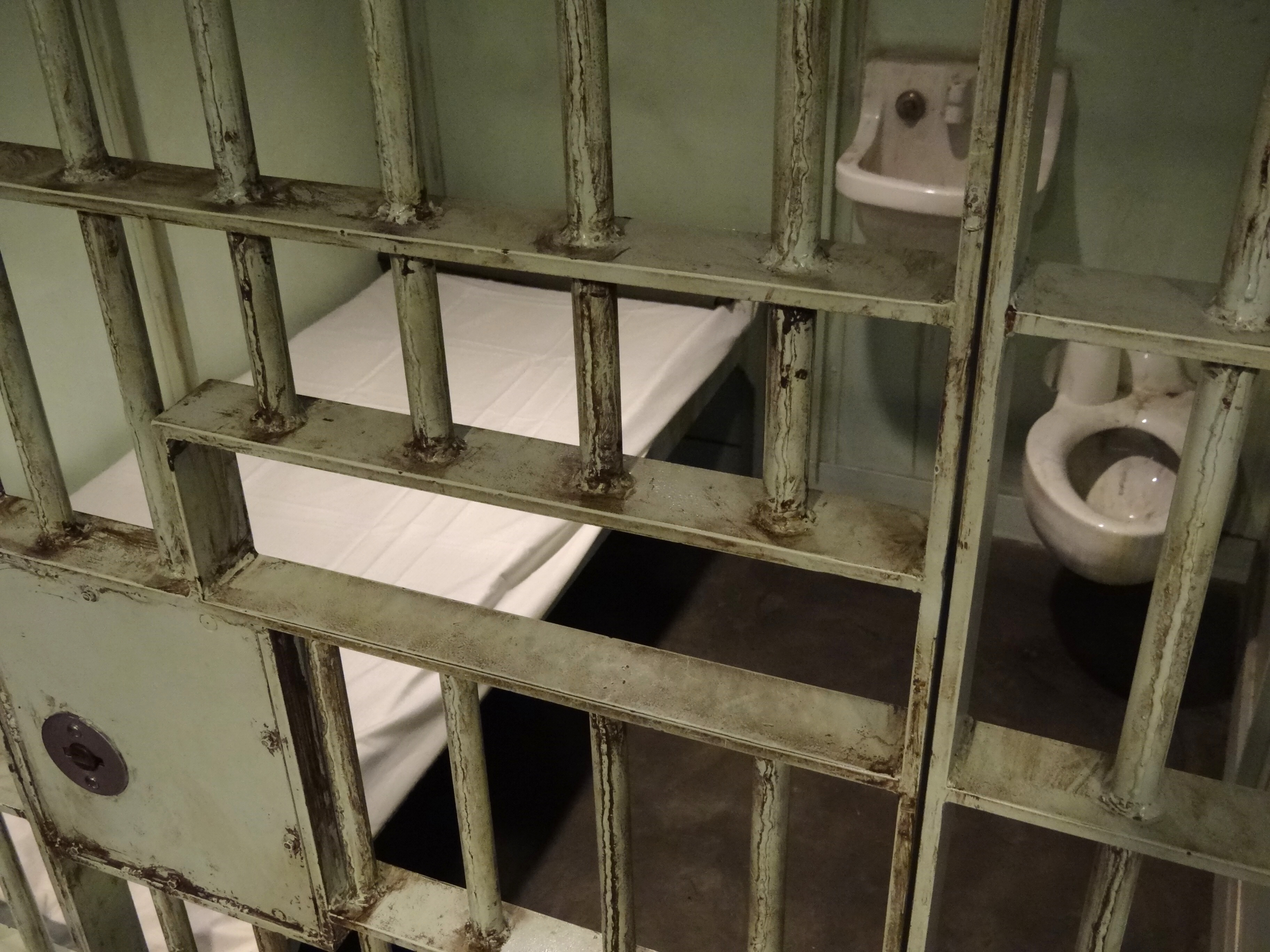
Reproduction de la cellule de Martin Luther King à la prison de Birmingham au National Civil Rights Museum.

La lettre de la prison de Birmingham, en anglais Letter from Birmingham Jail, également connue sous le nom de Letter from Birmingham City Jail ou The Negro Is Your Brother (le Nègre est ton frère), est une lettre ouverte rédigée le 16 avril 1963 par Martin Luther King Jr. La lettre défend la stratégie de résistance non violente au racisme. King écrit que les gens ont la responsabilité morale de désobéir aux lois injustes et de prendre des mesures directes plutôt que d'attendre potentiellement pour toujours que la justice soit rendue par les tribunaux.
La lettre, écrite pendant la campagne de Birmingham en 1963, a été largement publiée et est devenue un texte important pour le mouvement des droits civiques américain.

## Contexte
La campagne de Birmingham commence le 3 avril 1963, avec des marches et des sit-in coordonnés contre le racisme et la ségrégation raciale à Birmingham, Alabama. La campagne non violente est coordonnée par l'Alabama Christian Movement for Human Rights (ACMHR) et la Southern Christian Leadership Conference (SCLC), fondée par Martin Luther King entre autres. Le 10 avril, le juge W.A. Jenkins Jr. émet une injonction générale contre les actions de « parader, manifester, boycotter, l'intrusion et les grèves », mais les dirigeants de la campagne annoncent qu'ils désobéiraient à la décision. Le 12 avril, King est arrêté avec le militant du SCLC Ralph Abernathy, Fred Shuttlesworth et d'autres marcheurs, tandis que des milliers d'Afro-américains habillés pour le Vendredi saint observent la scène.
King est confronté à des conditions exceptionnellement dures dans la prison de Birmingham. Un sympathisant introduit clandestinement un journal du 12 avril qui contient A Call for Unity (en), une déclaration de huit ecclésiastiques blancs de l'Alabama contre King et ses méthodes. King commence à écrire une réponse sur le journal lui-même. Il rapporte dans Why We Can't Wait : « commencée en marge du journal dans lequel la déclaration est apparue pendant que j'étais en prison, la lettre a été continuée sur des bouts de papier fournis par un ami noir fidèle et conclue sur un bloc-notes que mes avocats ont finalement été autorisés à me laisser ».

## Résumé et thèmes
La lettre répond à plusieurs critiques formulées par les auteurs de A Call for Unity, qui reconnaissent qu'il existe des injustices sociales mais font valoir que la lutte contre la ségrégation raciale devrait être menée uniquement devant les tribunaux, pas dans les rues. En tant que pasteur, King répond à ces critiques avec des arguments religieux, en tant que militant contestant un système social enraciné, il plaide avec des arguments juridiques, politiques et historiques. En tant qu'Afro-américain, il parle de l'oppression du pays envers les Noirs, y compris lui-même. Il utilise de nombreuses techniques persuasives pour toucher le cœur et l'esprit de son public. Dans l'ensemble, la lettre de King est une défense des motivations, des tactiques et des objectifs de la campagne de Birmingham et du Civil Rights Movement en général.
King commence la lettre en répondant aux critiques selon lesquelles lui et ses collègues militants étaient des « étrangers » qui causaient des problèmes dans les rues de Birmingham. À cela, King a fait référence à sa responsabilité en tant que chef du SCLC, qui avait de nombreuses organisations affiliées dans le Sud. Il écrit qui a été invité par son affilié de Birmingham « parce que l'injustice est là », dans ce qui est probablement la ville la plus racialement divisée du pays, avec sa police brutale, ses tribunaux injustes et ses nombreux « attentats impunis de maisons et d'églises nègres ». Se référant à sa conviction que toutes les communautés et tous les États sont interdépendants, King écrit : « l'injustice partout est une menace pour la justice partout. Nous sommes pris dans un réseau de mutualité incontournable, liés dans un seul destin. Tout ce qui affecte quelqu'un directement, affecte tous indirectement. Quiconque vivant aux États-Unis ne peut jamais être considéré comme un étranger n'importe où dans ses frontières ». King avertit que si les Blancs rejetaient avec succès ses militants non violents en tant qu'agitateurs extérieurs, cela pourrait encourager des millions d'Afro-américains à « chercher le réconfort et la sécurité dans les idéologies nationalistes noires, une évolution qui conduira inévitablement à un effrayant cauchemar racial ».
Les religieux désapprouvent également les tensions créées par les actions publiques telles que les sit-in et les marches. À cela, King confirme que lui et ses manifestants utilisaient effectivement une action directe non violente pour créer une tension « constructive ». Cette tension vise à contraindre une négociation significative avec la structure du pouvoir blanc, sans laquelle de véritables droits civils ne pourraient jamais être obtenus. Citant les précédentes négociations ayant échoué, King écrit que la communauté noire n'avait plus « d'autre alternative » : « nous savons par une expérience douloureuse que la liberté n'est jamais donnée volontairement par l'oppresseur; elle doit être exigée par l'opprimé ».
Les auteurs désapprouvent aussi le calendrier des actions publiques. En réponse, King déclare que les récentes décisions du SCLC de retarder ses efforts montraient qu'il se comportait de manière responsable. Il écrit également qu'« attendre a presque toujours signifié jamais », dressant la liste de nombreuses injustices envers les Noirs, y compris lui-même, King déclare : « peut-être est-il facile pour ceux qui n'ont jamais ressenti la piqûre des fléchettes de la ségrégation de dire : « attendez » ». Dans le même ordre d'idées, King déplore le « mythe du temps », selon lequel les modérés blancs supposaient que les progrès vers l'égalité des droits étaient inévitables, de sorte qu'un activisme n'était pas nécessaire. King appelle une « tragique idée fausse du temps » de supposer que son simple passage « guérira inévitablement tous les maux ». Le progrès prend du temps ainsi que les « efforts inlassables » de personnes dévouées de bonne volonté.
Contre l'affirmation selon laquelle les manifestations pouvaient être illégales, King soutient que non seulement la désobéissance civile était justifiée face à des lois injustes, mais qu'elle était nécessaire et même patriotique :

« La réponse réside dans le fait qu'il y a deux types de lois : juste et injuste. Je serais le premier à soutenir l'obéissance à des lois justes. On n'a pas seulement une responsabilité légale mais morale à obéir aux lois justes. Inversement, on a une responsabilité morale à désobéir à des lois injustes. Je suis d'accord avec Saint Augustin qu'« une loi injuste n'est pas une loi ». »

Anticipant l'affirmation selon laquelle on ne peut pas définir de telles choses, il cite le théologien chrétien Thomas d'Aquin, affirmant que toute loi non enracinée dans la « loi éternelle et la loi naturelle » n'est pas juste, tandis que toute loi qui « élève la personnalité humaine » est juste. La ségrégation dégrade l'humain, donc est injuste.

« Je soutiens qu'un individu qui enfreint une loi que la conscience lui dit injuste et qui accepte volontiers la peine d'emprisonnement afin d'éveiller la conscience de la communauté face à son injustice, exprime en réalité le plus grand respect de la loi. »

King cite notamment Martin Buber et Paul Tillich de ce qui rend les lois justes ou injustes. Par exemple, « une loi est injuste si elle est infligée à une minorité qui, du fait qu'on lui a refusé son droit de vote, n'a pas participé à l'adoption ou à l'élaboration de la loi ». En termes d'obéissance à la loi, King affirme que les citoyens ont « non seulement la responsabilité légale mais aussi morale d'obéir à des lois justes » et en même temps « de désobéir à des lois injustes ». King déclare qu'il n'est pas moralement faux de désobéir à une loi qui s'applique à un groupe de personnes différemment d'un autre. L'Alabama a utilisé « toutes sortes de méthodes détournées » pour refuser à ses citoyens noirs leur droit de vote et ainsi préserver ses lois injustes et son système de suprématie blanche.
King répond à l'accusation selon laquelle le Mouvement pour les droits civiques était extrême, d'abord, en contestant le terme mais en l'acceptant ensuite. Par rapport aux autres mouvements de l'époque, King se trouve modéré. Cependant, dans son dévouement à sa cause, King se décrit comme un extrémiste. Jésus et d'autres grands réformateurs étaient des extrémistes « donc, la question n'est pas de savoir si nous serons des extrémistes, mais quel genre d'extrémistes nous serons. Serons-nous des extrémistes par haine ou par amour ? ». La discussion de King sur l'extrémisme répond implicitement à de nombreuses objections sur le mouvement, telles que l'affirmation du président Dwight D. Eisenhower selon laquelle il ne pouvait pas rencontrer les leaders des droits civiques parce que cela l'obligerait à rencontrer le Ku Klux Klan.
King a exprimé sa frustration générale à la fois contre les modérés blancs et certaines « forces d'opposition dans la communauté noire ». Il écrit que les modérés blancs, y compris les ecclésiastiques, posaient un défi comparable à celui des suprémacistes blancs, en ce sens que « la compréhension superficielle des gens de bonne volonté est plus frustrante que l'incompréhension absolue des personnes de mauvaise volonté. L'acceptation tiède est beaucoup plus déroutant que le rejet pur et simple ». Il affirme que l'église blanche devait adopter une position de principe ou risquer d'être « rejetée comme un club social hors sujet ». En ce qui concerne la communauté noire, King écrit que nous n'avons pas besoin de suivre « le laisser-faire gentil ni la haine et le désespoir du nationaliste noir ».
En conclusion, King critique les louanges des religieux envers la police de Birmingham pour le maintien non violent de l'ordre. Les récentes manifestations publiques de non-violence de la part de la police contrastent fortement avec leur traitement typique des Noirs et, dans le cadre de relations publiques, contribuent à « préserver le système maléfique de ségrégation ». Non seulement il est mal d'utiliser des moyens immoraux pour atteindre des fins morales, mais aussi « d'utiliser des moyens moraux pour préserver des fins immorales ». Au lieu de la police, King a félicité les manifestants non violents de Birmingham, « pour leur courage sublime, leur volonté de souffrir et leur discipline incroyable au milieu d'une grande provocation. Un jour, le Sud reconnaîtra ses vrais héros ».

## Publication

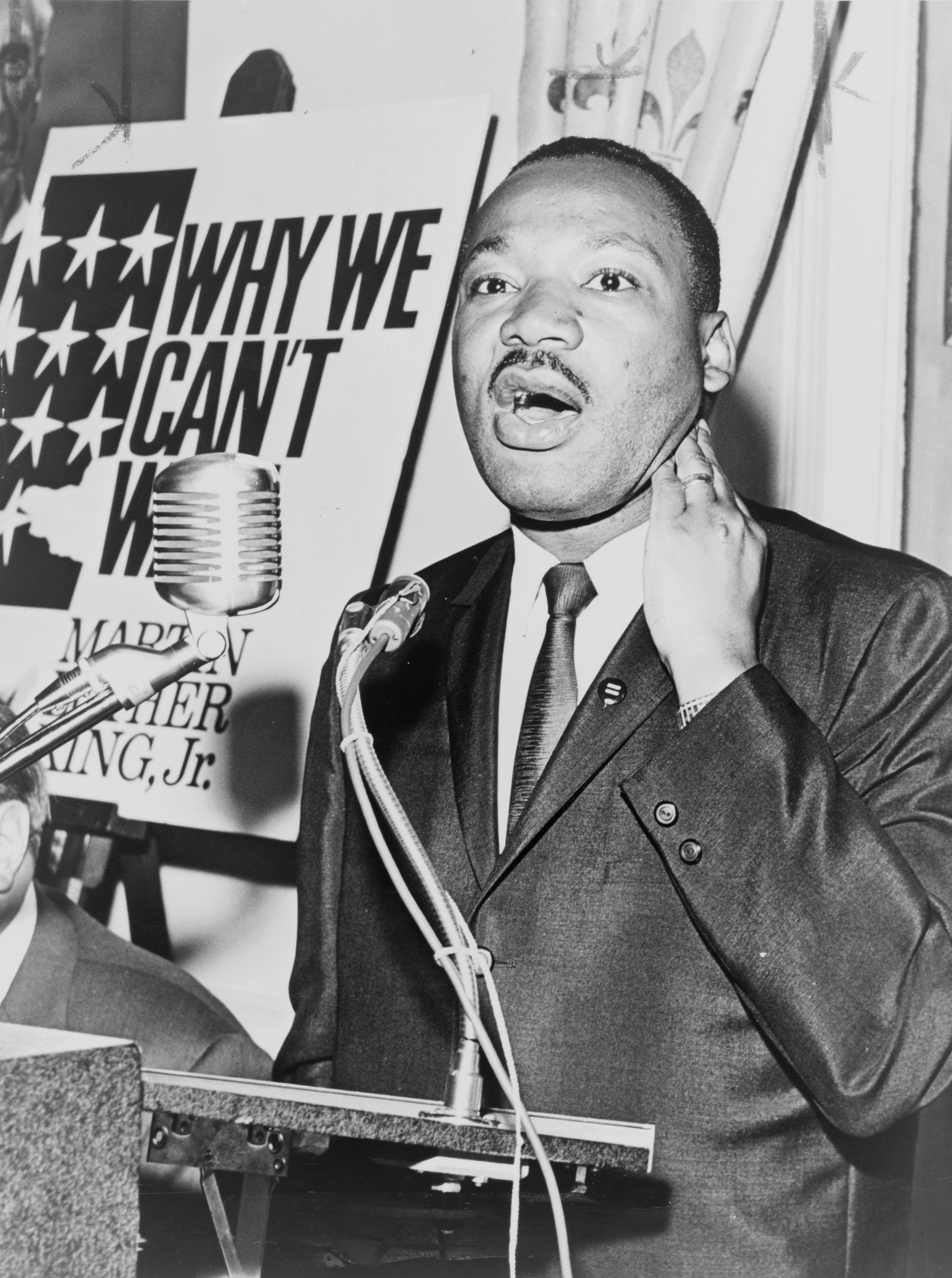
King faisant la promotion de Why We Can't Wait.

King écrit la première partie de la lettre sur un journal, qui était le seul papier à sa disposition. Il écrit ensuite sur des morceaux de papier qui lui ont été remis par un fidèle puis remis à ses avocats pour les ramener au siège du mouvement, où le pasteur Wyatt Tee Walker et sa secrétaire Willie Pearl Mackey ont commencé à compiler et à éditer ces fragments. Il a finalement pu terminer la lettre sur un bloc de papier que ses avocats ont été autorisés à lui donner.
Un éditeur du New York Times Magazine, Harvey Shapiro, a demandé à King d'écrire sa lettre pour publication dans le magazine, mais le Times choisi de ne pas la publier. De larges extraits de la lettre sont publiés, sans le consentement de King, le 19 mai 1963 dans le New York Post Sunday Magazine. La lettre est publiée pour la première fois dans le numéro de juin 1963 du magazine Liberation, l'édition du 12 juin 1963 de The Christian Century et le 24 juin 1963 dans le magazine The New Leader. La lettre gagne en popularité au fil de l'été et est réimprimée dans l'édition d'août du Atlantic Monthly sous le titre « The Negro Is Your Brother ». King inclut une version du texte intégral dans son livre de 1964 La Révolution non violente.
La lettre est rééditée environ 50 fois pour étude dans des universités entre 1964 et 1968.